# NGC 1305
NGC 1305 je galaksija u zviježđu Eridan.

## Vanjske poveznice
- SEDS: NGC 1305